# Walter Abbott
Walter Abbott (Birmingham, 7 dicembre 1877 – Birmingham, 1º febbraio 1941) è stato un calciatore inglese, di ruolo attaccante.

## Carriera

### Club
Durante la sua carriera, durata dal 1896 al 1911, ha giocato con Small Heath (la squadra che pochi anni dopo avrebbe adottato il nome di Birmingham City), Everton e Burnley.

### Nazionale
Il 3 marzo 1902 giocò la sua unica partita con la Nazionale inglese, uno 0-0 contro il Galles, a Wrexham.

## Statistiche

### Cronologia presenze e reti in nazionale
| Cronologia completa delle presenze e delle reti in nazionale ― Inghilterra | Cronologia completa delle presenze e delle reti in nazionale ― Inghilterra | Cronologia completa delle presenze e delle reti in nazionale ― Inghilterra | Cronologia completa delle presenze e delle reti in nazionale ― Inghilterra | Cronologia completa delle presenze e delle reti in nazionale ― Inghilterra | Cronologia completa delle presenze e delle reti in nazionale ― Inghilterra | Cronologia completa delle presenze e delle reti in nazionale ― Inghilterra | Cronologia completa delle presenze e delle reti in nazionale ― Inghilterra |
| Data                                                                       | Città                                                                      | In casa                                                                    | Risultato                                                                  | Ospiti                                                                     | Competizione                                                               | Reti                                                                       | Note                                                                       |
| -------------------------------------------------------------------------- | -------------------------------------------------------------------------- | -------------------------------------------------------------------------- | -------------------------------------------------------------------------- | -------------------------------------------------------------------------- | -------------------------------------------------------------------------- | -------------------------------------------------------------------------- | -------------------------------------------------------------------------- |
| 3-3-1902                                                                   | Wrexham                                                                    | Galles                                                                     | 0 – 0                                                                      | Inghilterra                                                                | Amichevole                                                                 | -                                                                          |                                                                            |
| Totale                                                                     |                                                                            | Presenze                                                                   | 1                                                                          |                                                                            | Reti                                                                       | 0                                                                          |                                                                            |

## Palmarès
- Small Heath
  - Second Division capocannoniere 1898-99.[1]
- Everton
  - vincitore FA Cup 1906